# Georges II de Gourie
Pour les articles homonymes, voir Georges II.

Georges II de Gourie (Giorgi II Guriéli géorgien : გიორგი II გურიელი; mort en 1600), issu de la maison Gouriel, est prince de Gourie de 1564 à 1583 puis de nouveau de 1587 à 1600. Successeur de son père Rostom de Gourie, Georges II règne sur une petite principauté, localisée dans le sud-ouest de la Géorgie, dans une période de conflits avec ses voisins les Dadiani de Mingrélie de tentatives d'asservissement de l'Empire Ottoman à qui le Gouriel se soumet en 1581. Son règne est interrompu de 1583 à 1587 par une invasion mingrélienne mais Georges II réussit à regagner son trône avec l'appui des Ottomans.

## Accession
Giorgi II Gurieli accède au pouvoir à la mort de son père Rostom de Gourie en 1564. La totalité de son règne voit la poursuite 
des conflits politiques, disputes territoriales, complots et contre-complots, jalousies et faides parmi les souverains du désormais fragmenté royaume de Géorgie, dans le contexte de l'expansion de l'Empire Ottoman dans l'ouest de la Géorgie et de la rivalité entre les Ottomans et les Séfévides dans le Caucase. Dans l'historiographie moderne on lui assigne parfois le numéro d'ordre
III du fait qu'il est le 3e Gouriel du nom de Georges/Giorgi, le premier étant le fils de Kakhaber Ier Gurieli au XIVe siècle et le second Georges Ier Guriél, régnant de 1483 à 1512.

## Conflit avec le Dadiani
En 1568, le Gouriel soutient son royal suzerain, le roi Georges III d'Iméréthie, contre Levan Dadiani, qui est expulsé de Mingrélie. Au-delà des disputes politiques et des revendications territoriales, le conflit entre le Gouriel et le Dadiani a aussi une dimension personnelle : la fierté du Gouriel est blessée par la répudiation de sa sœur par son mari, le fils du Dadian Levan c'est-à-dire Giorgie Dadiani; Georges le Gouriel répond en épousant et divorçant d'avec la fille de Levan. Le Dadiani s'appuie sur des forces ottomanes et contraint le Gouriel à payer une indemnité de paix de 10 000 dirhams,,.
Peu après la mort de Leavan en 1572, Georges le Gouriel envahit la Mingrélie et dépose son successeur, son ancien gendre Georges III de Mingrélie, en faveur de Mamia IV Dadiani, à qui il donne sa sœur en mariage. Le roi d'Iméréthie intervient en 578 et, après avoir obtenu des concessions territoriales de Georges III Dadiani, casse l'accord entre les deux Georges : le Dadiani déposé est autorisé à poursuivre son règne en échange du paiement d'une indemnité au Gouriel ; les offenses du passé doivent être oubliées, notamment l'abandon de sa première épouse la sœur du Gouriel. Comme Georges Dadiani est impécunieux, il doit donner en garantie au Gouriel Khobi jusqu’à ce qu'un montant d'or soit extrait dans cette cité pour lui permettre de payer sa dette.
Vers 1580, Georges II de Gourie met un profit de nouveaux désordres en Mingrélie. Batulia l'oncle de Georges III Dadiani 
seigneur de Sajavakho, qui a été humilié par son souverain qui a enlevé son épouse, complote et se révolte. Le Dadiani mobilise ses partisans et Batulia doit s'enfuir en Gourie. En échange de la capture du rebelle, le Gouriel s'empare de Sajavkho pour lui-même et autorise des agents du Dadiani à tuer Batulia dans sa prison d'Ozurgeti.

## Incursion dans le Karthli
Pendant que les souverains géorgiens se préoccupaient de leurs propres conflits une nouvelle guerre éclate entre l'Empire Ottoman et les Séfévides en 1578. Les Ottomans, qui proclament leur suzeraineté sur tout l'ouest de la Géorgie, exigent que le roi d'Iméréthie
le Gouriel le Dadiani se joignent à eux pour entrer en guerre en 1581 contre le royaume de Karthli dans la Géorgie orientale qui est dans l'aire d’influence des Séfévides. Les trois armées franchissent les frontières du Karthli, les habitants fuient devant eux, ils brulent des villages vides, et reviennent les mains vides.

## Déposition et restauration
En 1582, le vieil adversaire de Georges II de Gourie, son homonyme Georges III de Mingrélie meurt et le trône princier revient à
son frère Mamia IV Dadiani, le gendre du Gouriel, qui persuade ce dernier de capturer et d’incarcérer 
son très jeune neveu Levan. Mamia exploite ensuite la mort à la citadelle du garçon par défenestration comme prétexte pour attaquer
la Gourie en 1583. Georges II de Hourie est défait et remplacé par le protégé du Dadianié, Vakhtzang Ier Guriéli
En fuite de Gourie, Georges a recours à l'aide des Ottomans et se réfugie à Constantinople. En 1587, après la mort de Vakhtag, il lui succède et reprend son règne,.

## Intervention en Iméréthie
En 1589, le Gouriel Georges intervient dans la guerre civile chaotique qui déchire l'Iméréthie. Il a son propre candidat au trône d'Iméréthie en la personne de Bagrat IV, qu'il installe comme roi à Kutaisi, après avoir défait et expulsé Rostom, le protégé des Mingréliens. La Gouriel laisse son fils Mamia II Gurieli, protéger Bagrat et avec l'aide d'une force turque, détruit la forteresse de Sebeka, possession des Chijavadzé à la frontière de l'Iméréthie; Après son retour en Gourie Bagrat IV est rapidement déposé et Simon Ier de Karthli cherche à rassembler toute la Géorgie sous sa domination.

## Mort
Selon l'historien du XVIIIe siècle le prince Vakhoucht Bagration, Georges II meurt en 1600, cette datation ne s'appuie que sur un document contemporain et est généralement acceptée dans l'historiographie moderne notamment par Cyrille Toumanoff. D'un autre côté une note portée sur un document liturgique du XVIIe siècle Collection (gulani) émanant du  monastère de Shemokmedi (en) date la mort de Georges de 1598. Il a comme successeur son fils Mamia II Gurieli.

## Famille
Le Gouriel Georges II se marie deux fois. D'abord vers 1566, une fille de Leavan Ier Dadiani, dont il divorce et il se remarie vers 1582, Thamar, de la famille Chervachidzé, la veuve de Georges III Dadiani. Il a trois enfants :
- Prince Mamia II (mort en 1625), Prince-régnant de Gourie (1600–1625);
- Princesse Rodam, qui épouse en 1571, Mzétchabouk Jakéli (mort en 1572), un fils de Kai-Khosrov II Jakéli, atabeg de Samtskhe;
- Prince Malakia (mort en 1641), Catholicos d'Abkhazie (1619–1641).